# Lago d'Antorno
Jezero Lago d'Antorno (někdy také nazývané Antorno) je malé jezero, které se nachází asi 2 km severně od známějšího jezera Lago di Misurina, hned vedle placené silnice, která stoupá z Misuriny směrem k údolí Auronzo a štítům Tre Cime di Lavaredo.
Na západním břehu stojí stejnojmenná chata, kde je v letních měsících možné rybařit. V blízkosti jezera se nachází mnoho výletních tras do okolních hor, zejména na Sorapiss, Monte Piana, horskou skupinu Cadini di Misurina a k symbolu Sextenských dolomit - štítům Tre Cime di Lavaredo.

## Galerie

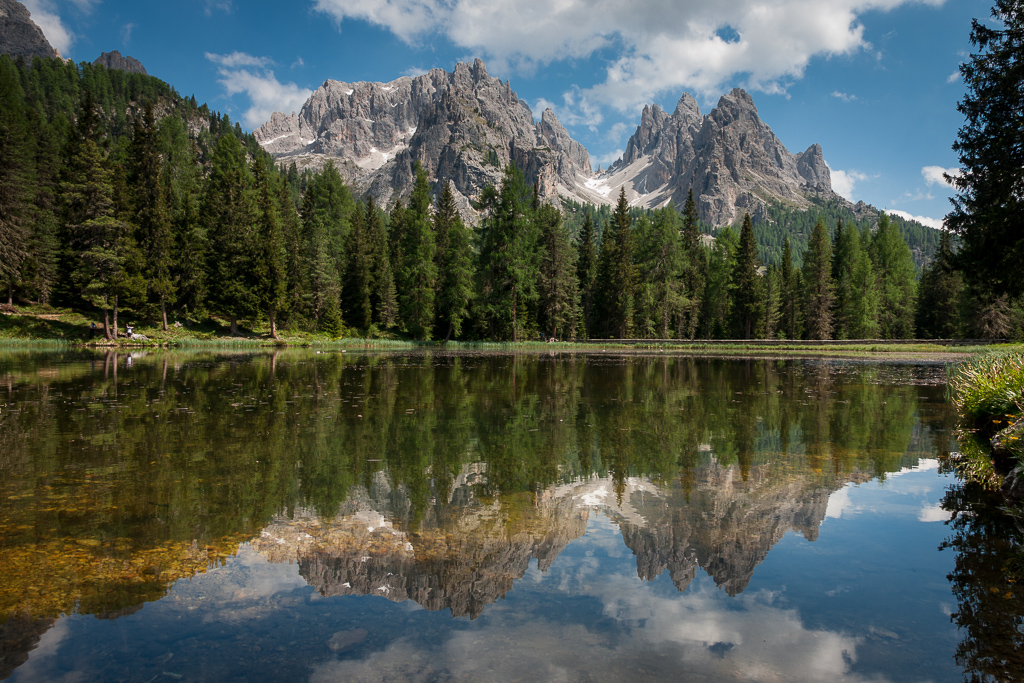
Lago d'Antorno a horská skupina Cadini di Misurina
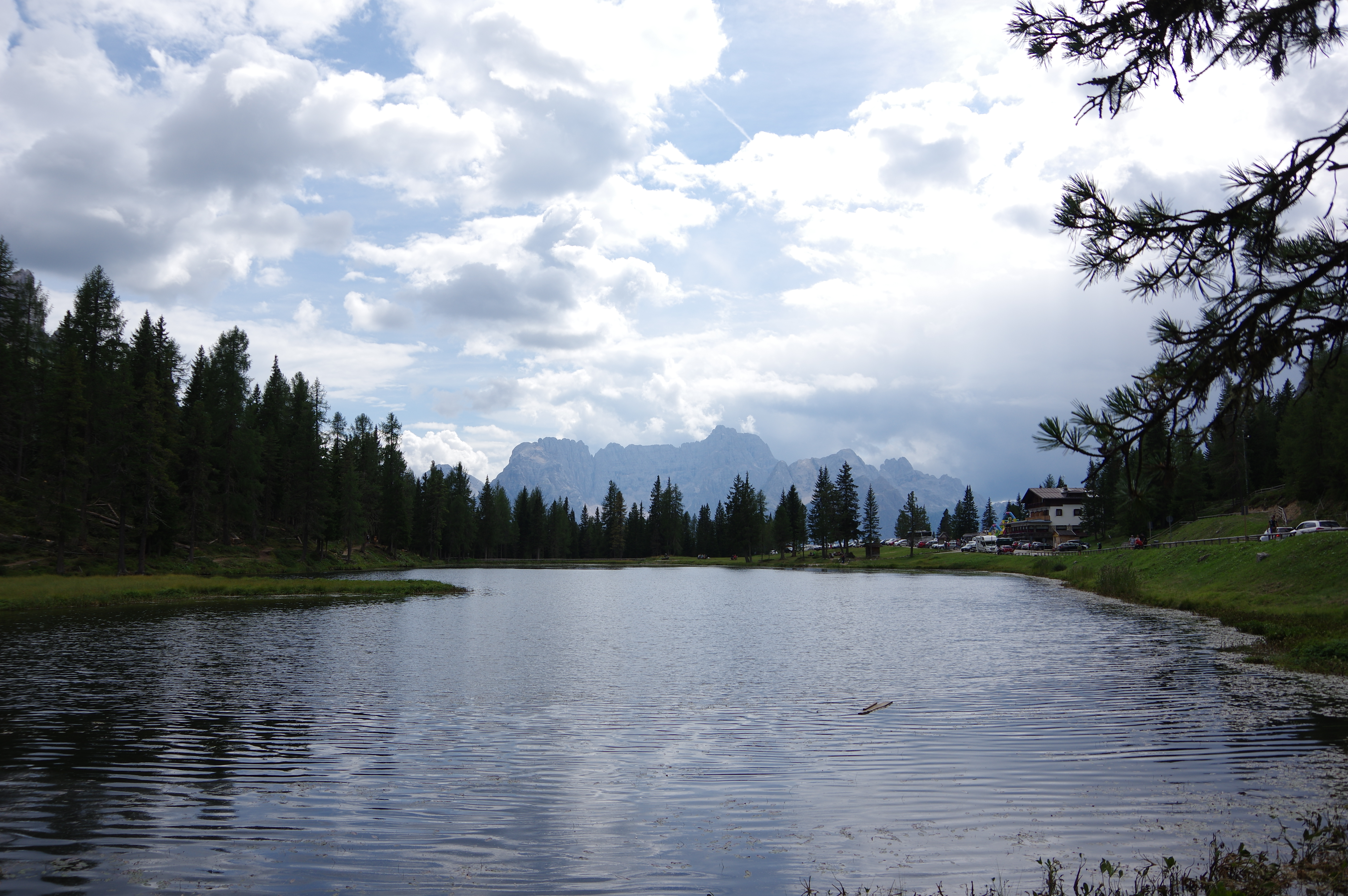
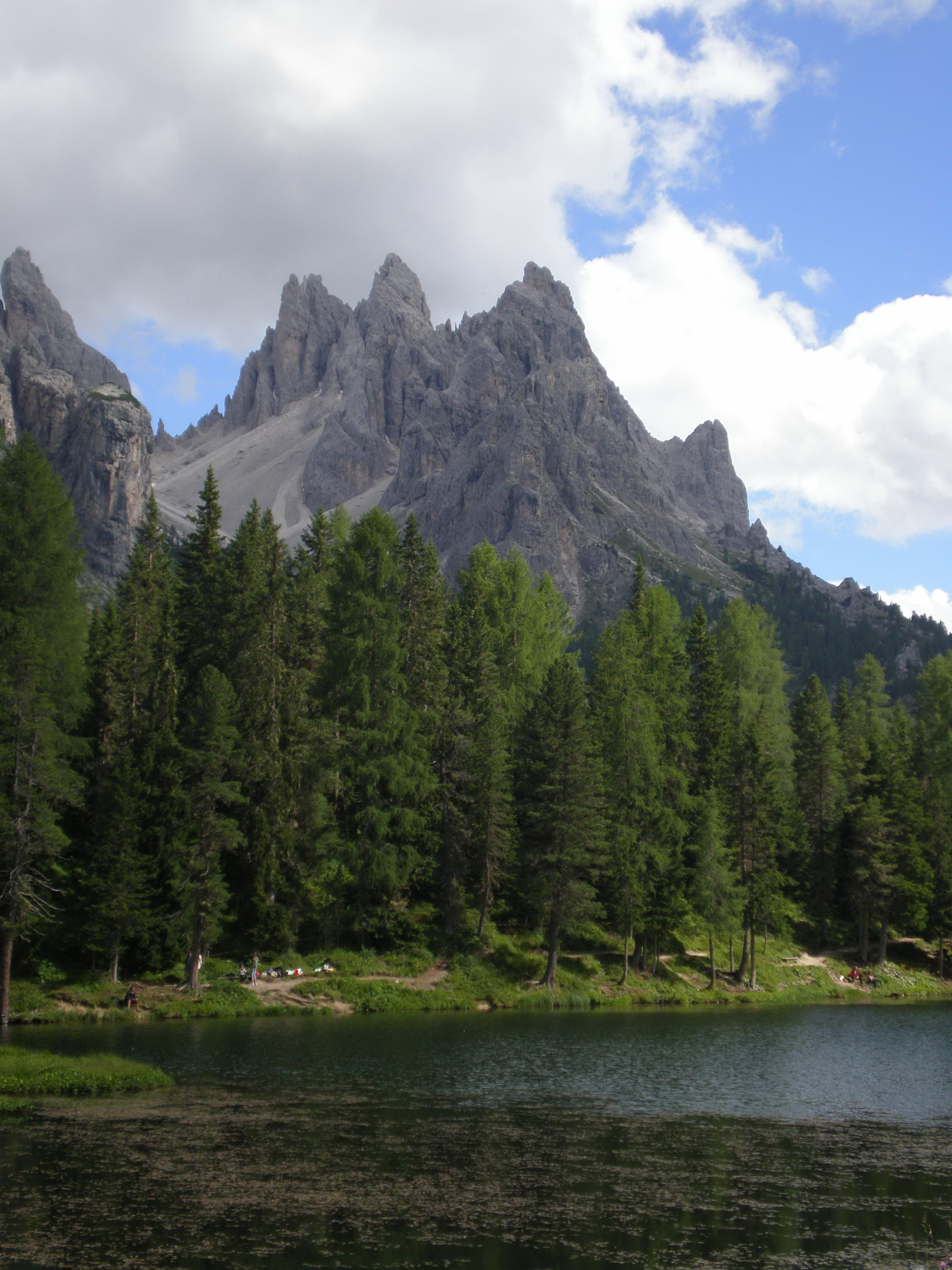
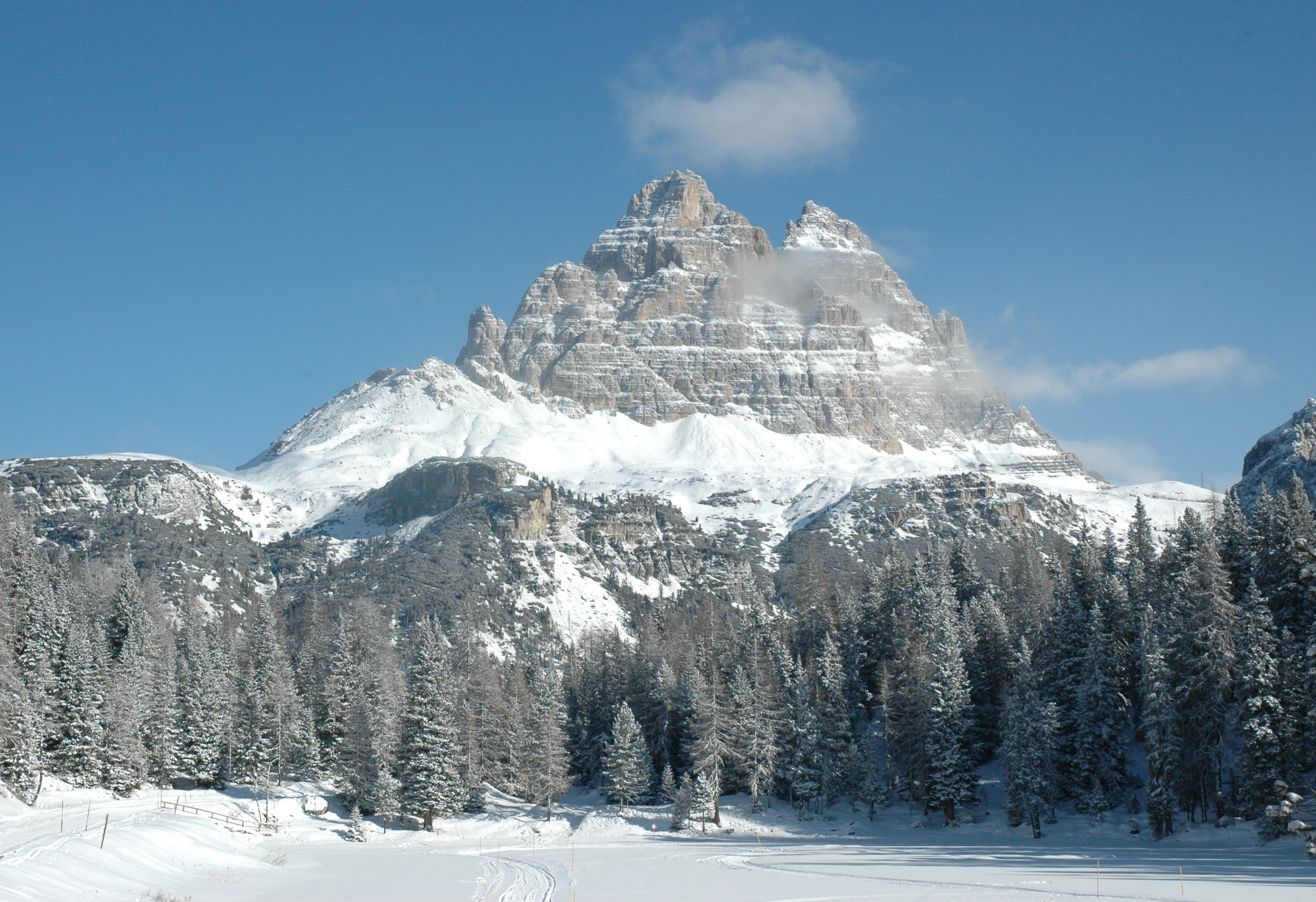